# Kőbányai Polgári Serfőző Rt.
A Kőbányai Polgári Serfőző Rt. egy budapesti söripari vállalat volt a Budapest X. kerületi Maglódi út mentén.

## Története
A Kőbányai Polgári Serfőző Rt. 1893-ban építette fel sörgyárát a mai Maglódi út – Gitár utca – Sörgyár utca – Téglavető utca által határolt telken (Maglódi út 17. szám). Berendezése a korszak legmodernjeibbnek egyike volt. 1895 körül mintegy 100 munkást foglalkoztatott, gépeit egy 200 lóerős gőzgép hajtotta. Különféle sörök voltak termékei.
A gyár épületeinek nagy részét 2006-ban lebontották, területe részben üres, részben egy Envi üzemanyagtöltő állomást, Lidl üzletet, és parkolót építettek rá. Néhány régi ipari épület (2022-ben: irodaépület, palackozó csarnok, igazgatói villa, lakóház) áll, ezekben Maglódi úti Munkavállalói Hotel, és Mixvill Kft. működik. A telek Maglódi úttól távolabb eső részein az eredeti kerítés és két torony is áll. A legkorábbi, 2012-es Google utcaképen a telep hátsó, Sörgyár utcai oldalánál lévő csarnok még látható.
A telepnek korábban iparvágány kapcsolata volt a Maglódi úti vontatóvágányon keresztül Kőbánya felső vasútállomás felé. A vágánynak a Maglódi úton áthaladó része még látható, a gyár területén fekvőket viszont már elbontották.
A gyár épületeinek egy részét (malátagyár, malátaszárító, sörfőzőház, energiaellátó központ, pinceépület hűtőházzal) Czigler Győző tervezte 1892 és 1894 között. Később, 1903 és 1906 között Vidor Emil is tervezett épületeket (műhely, ház, toldalékok) a telepre.

## A gyár bérháza a Népszínház utcában, illetve az igazgatói villa
Érdekesség, hogy a gyár 1906/1907-ben – szintén Vidor Emil tervei alapján – díszes bérházat is építtetett a Budapest VIII. kerületi Népszínház utcában (Népszínház u. 22.). A ház homlokzatán nagy méretű, díszes mozaikfríz látható, amely Róth Miksa műhelyében készült.
Vidor tervezte a gyár igazgatói villáját is, azonban ez a telephelyen kívül, a Sörgyár utca túlsó oldalán (Sörgyár u. 29.) épült fel 1914–1915-ben.

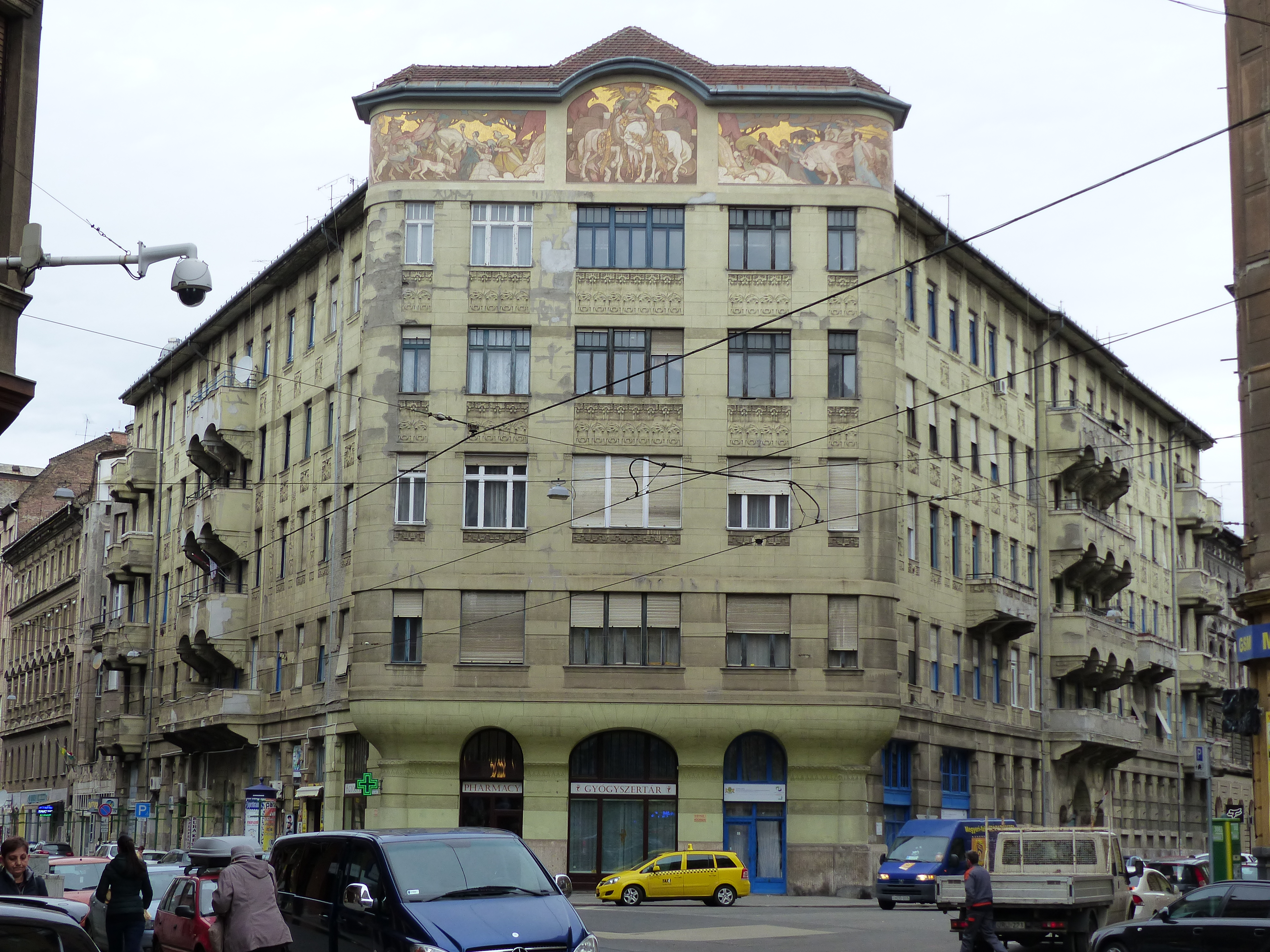
bérház
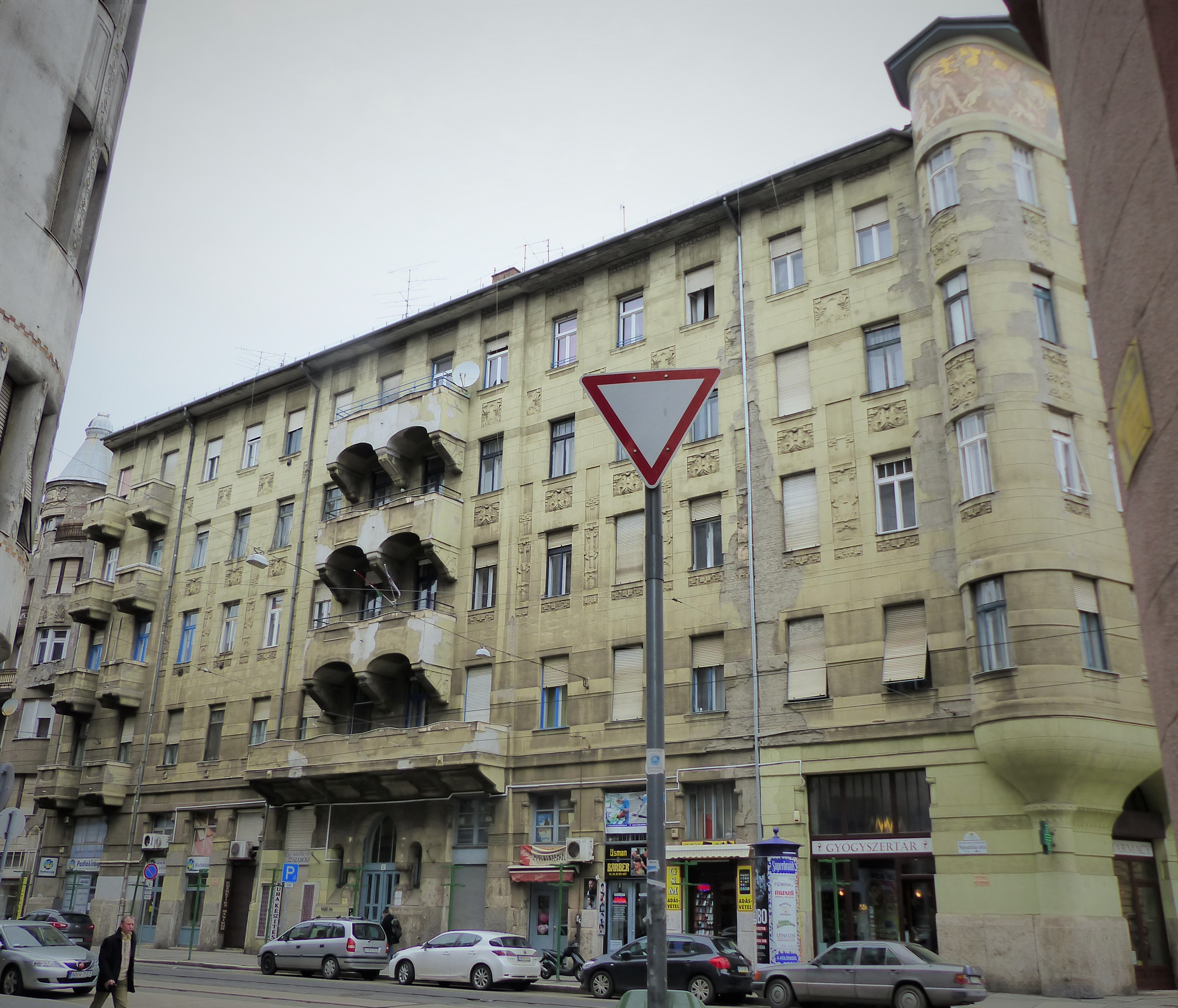
bérház
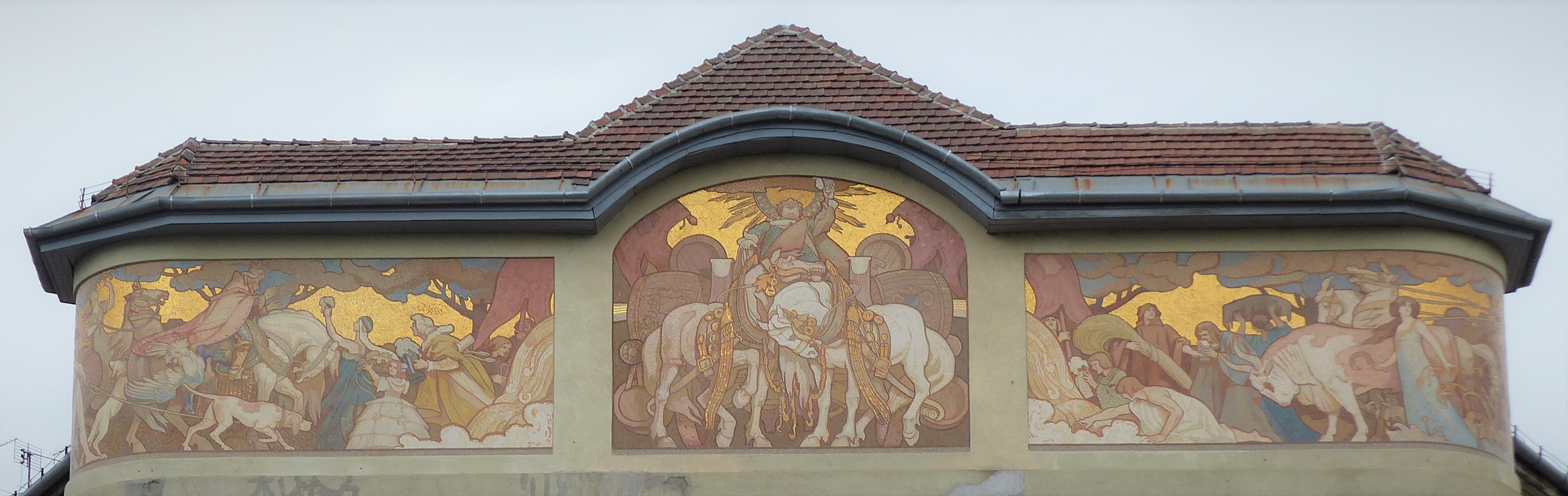
bérház, mozaikfríz
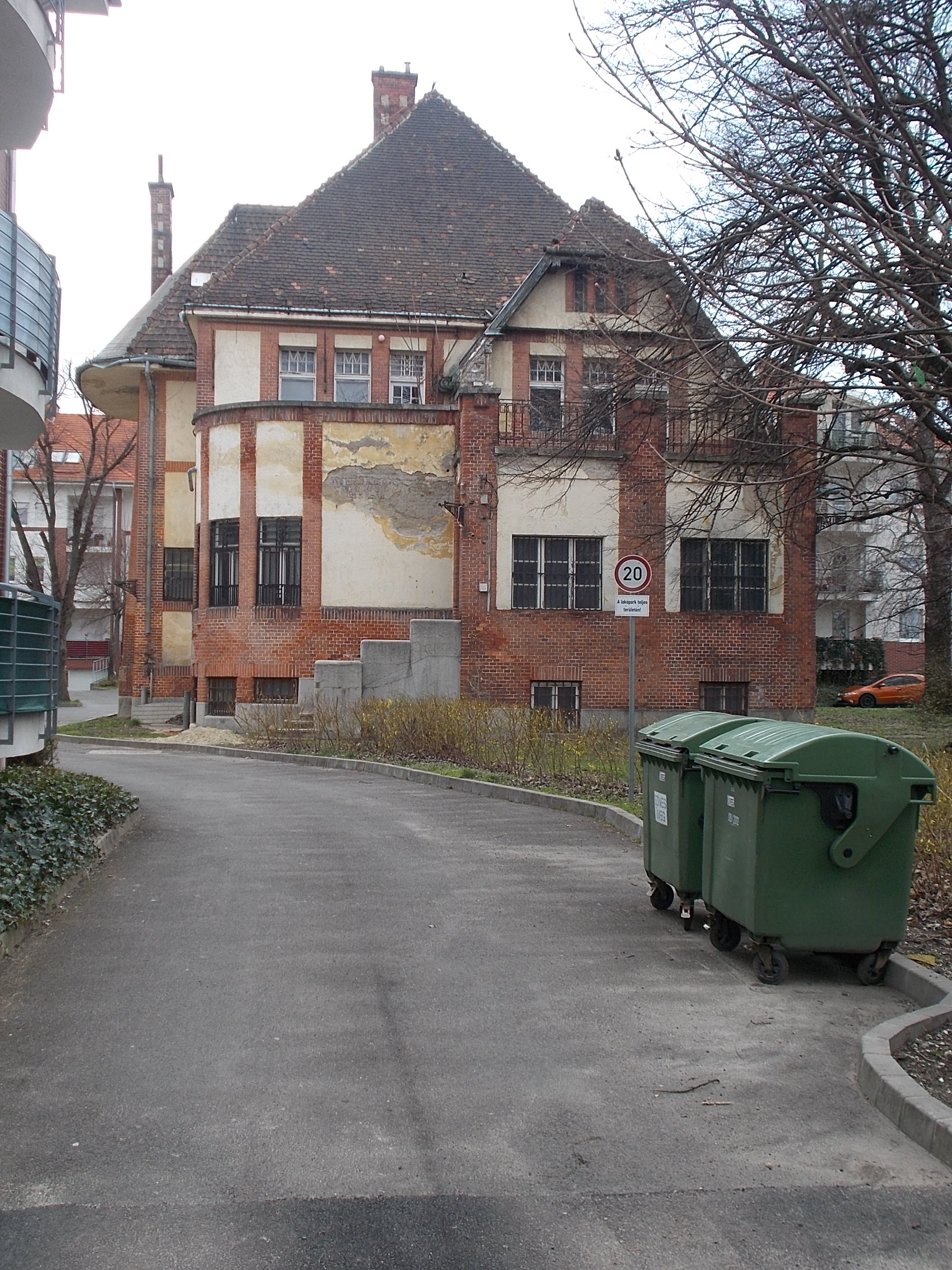
igazgatói villa (nem. ez a Dreher vadászkastély, semmi köze a Polgári Serfőzdéhez, de nem tudom lecserélni a képet arra)

## Korabeli rajzok, fényképek
- 1894-es rajz

## Korabeli térképábrázolások
- 1895-ös térkép
- 1903-as térkép
- 1908-as térkép
- 1937-es térkép

## Képtár a gyártelepről

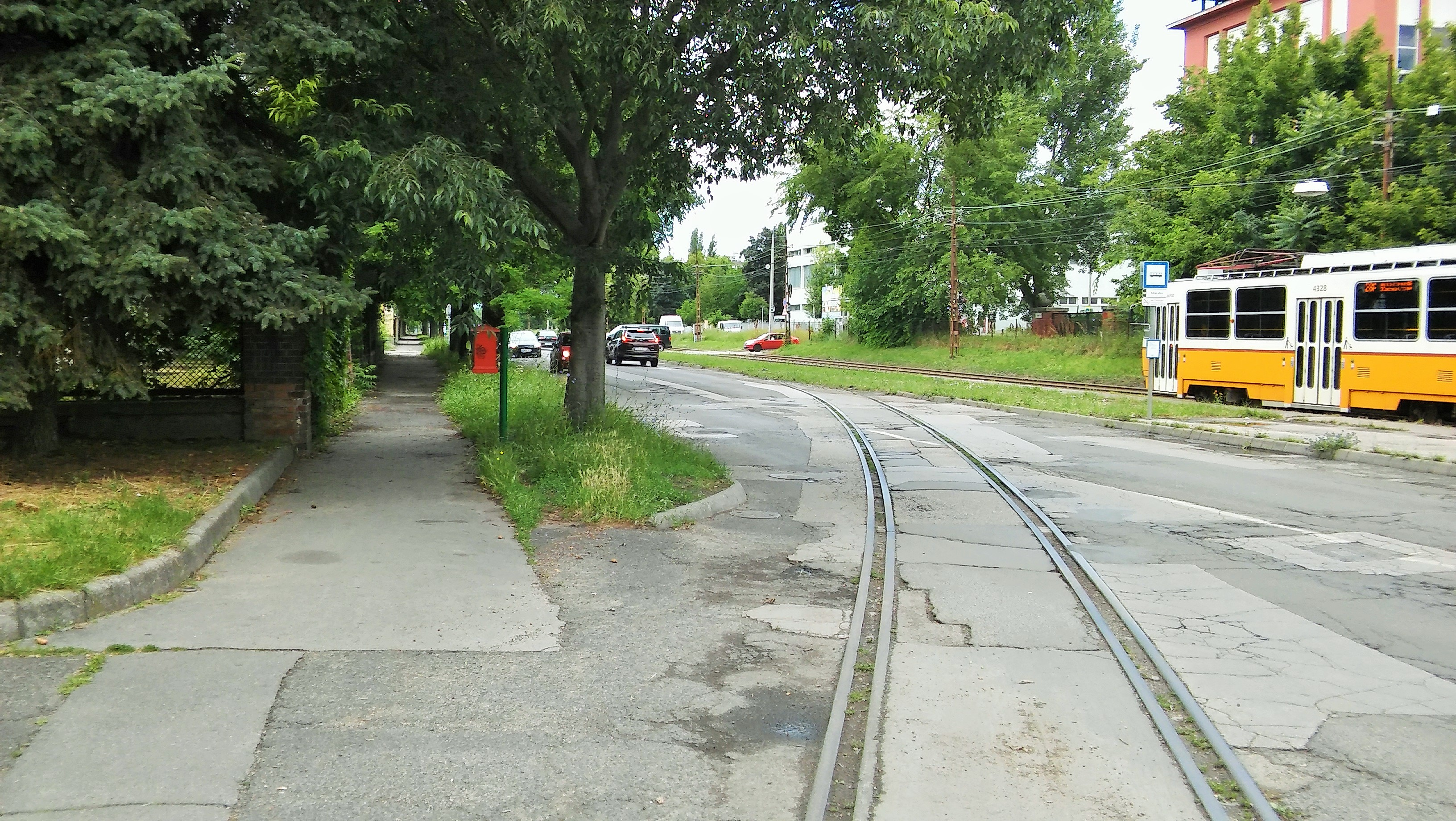
volt iparvágány
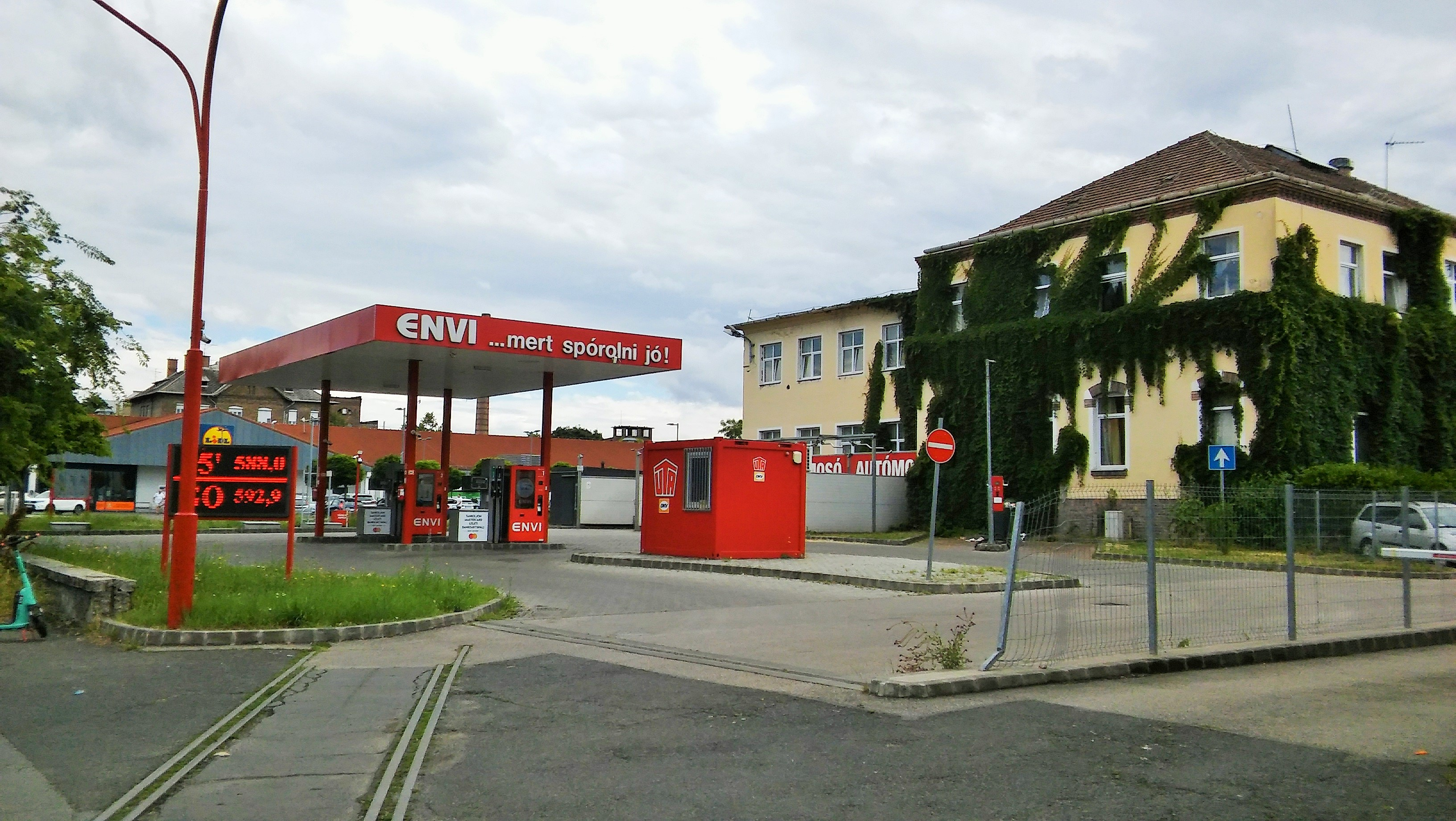
volt iparvágány
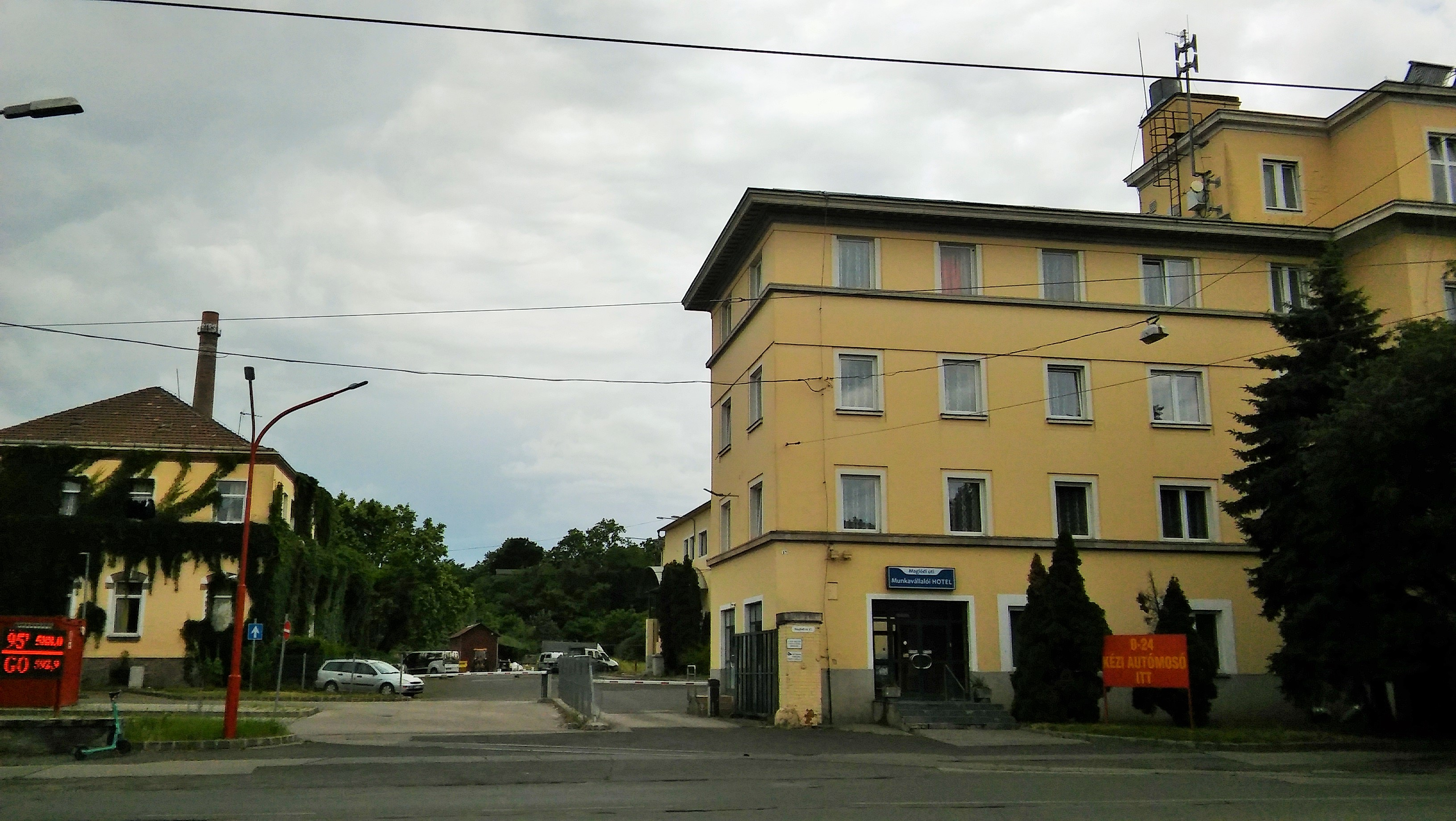
épületek
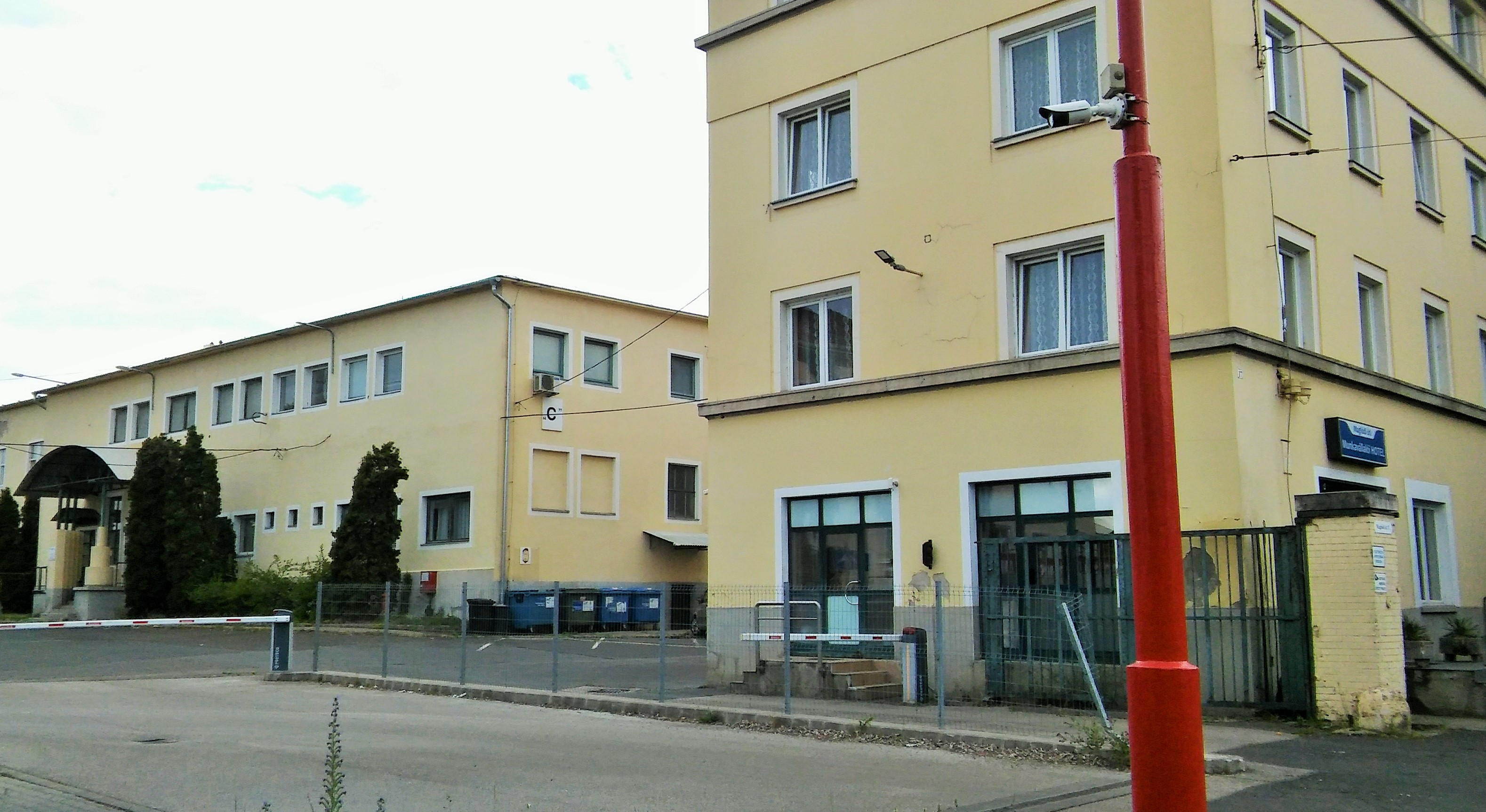
épületek
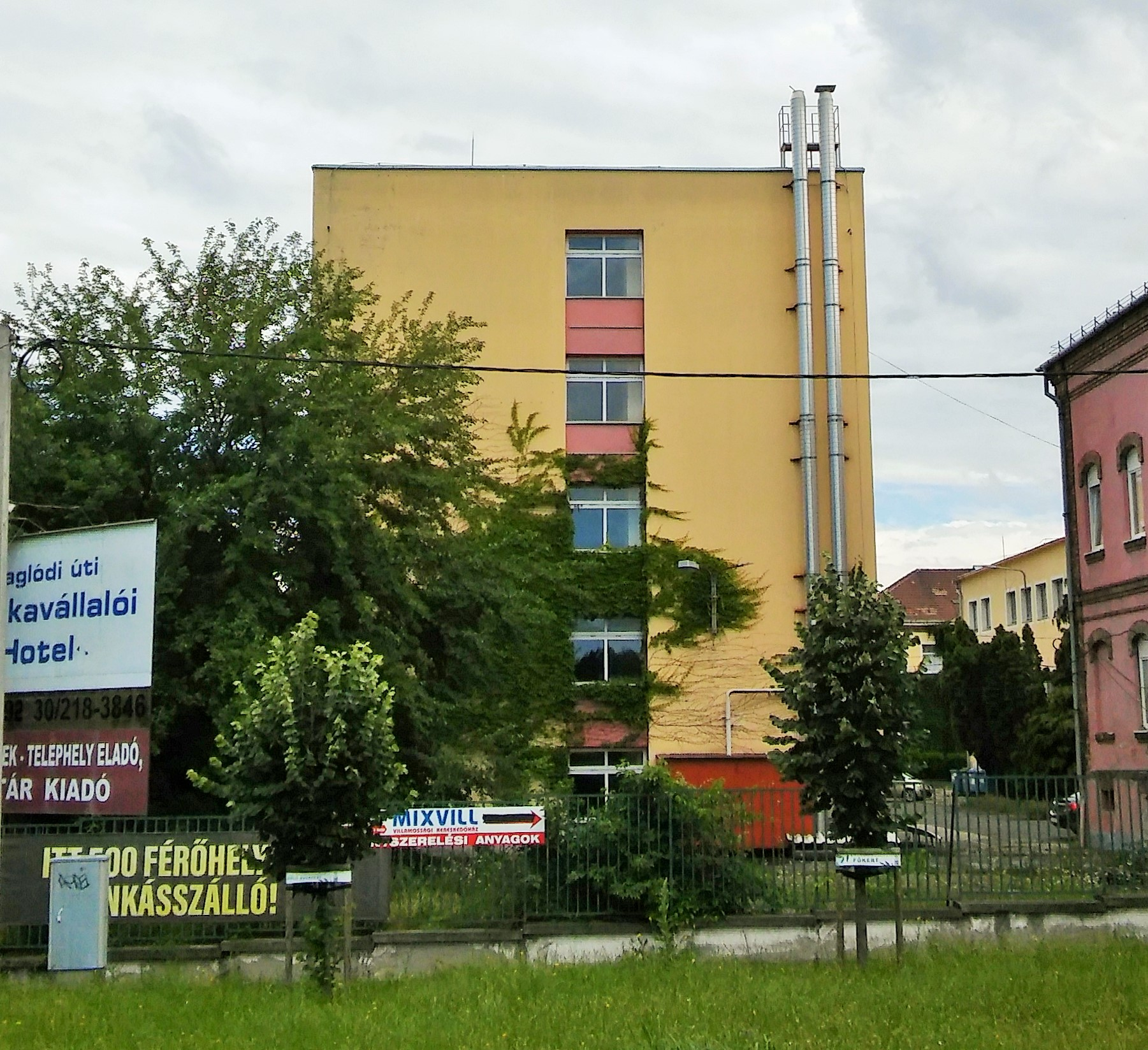
épületek
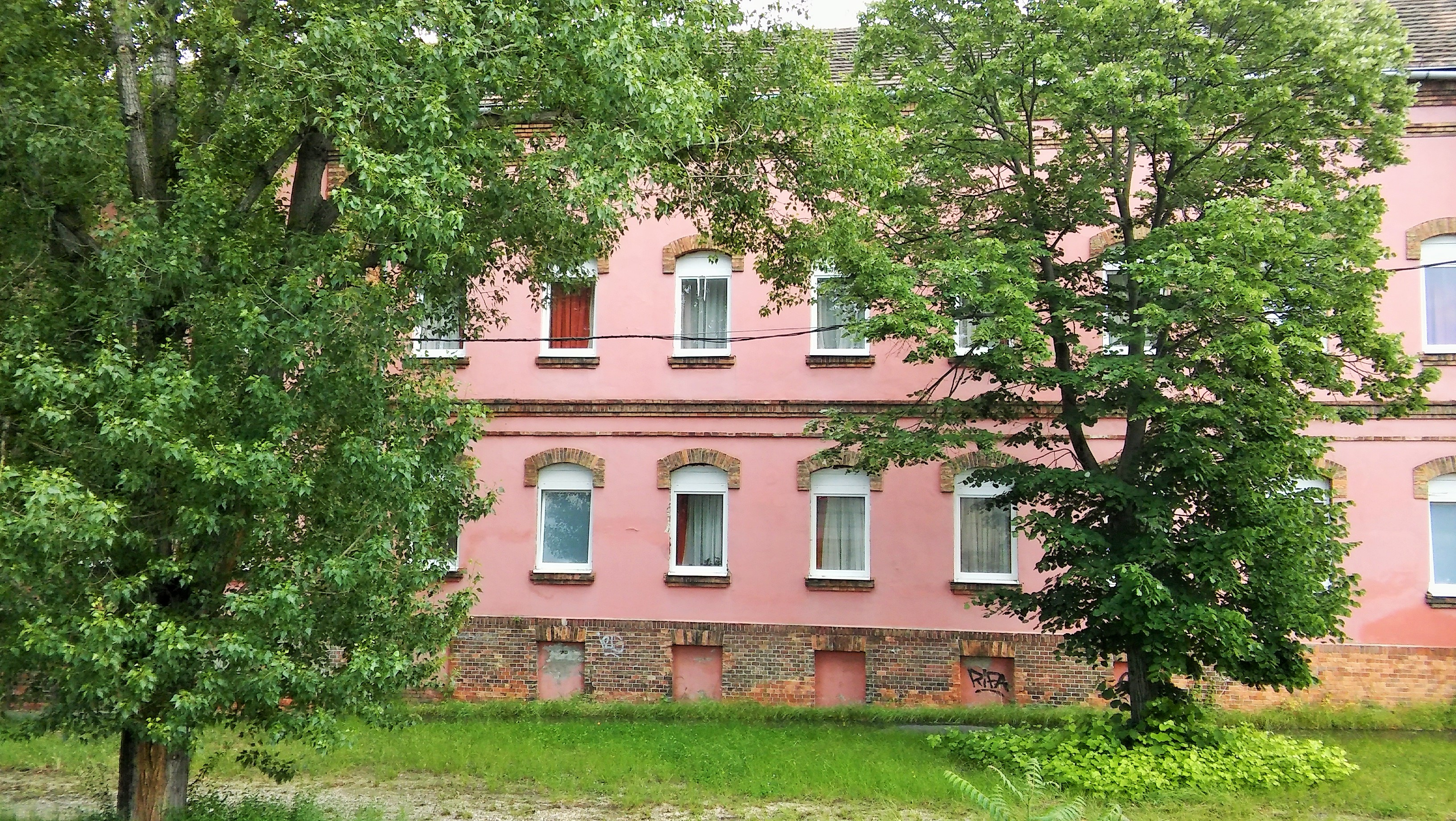
épületek
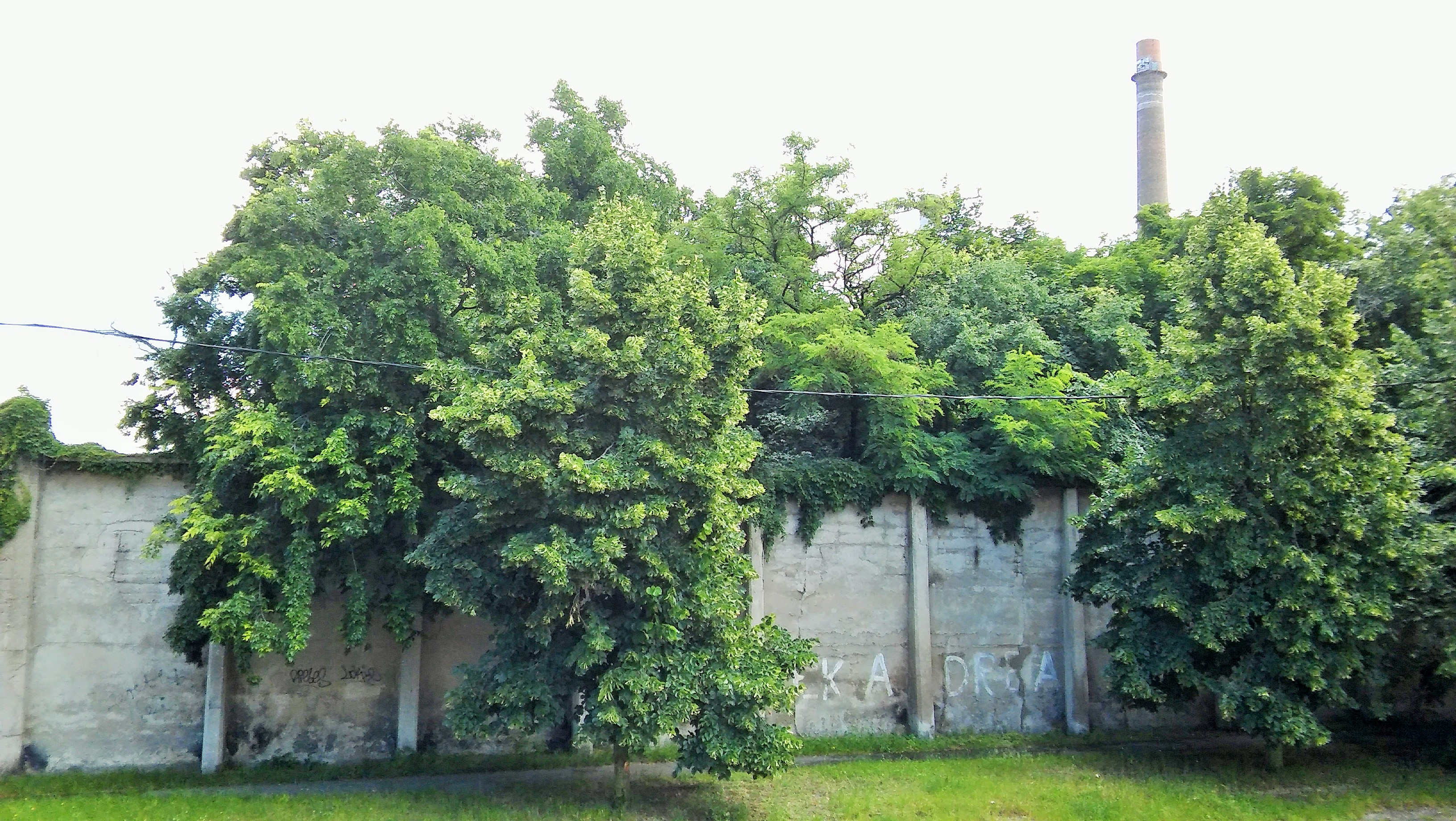
falrészletek
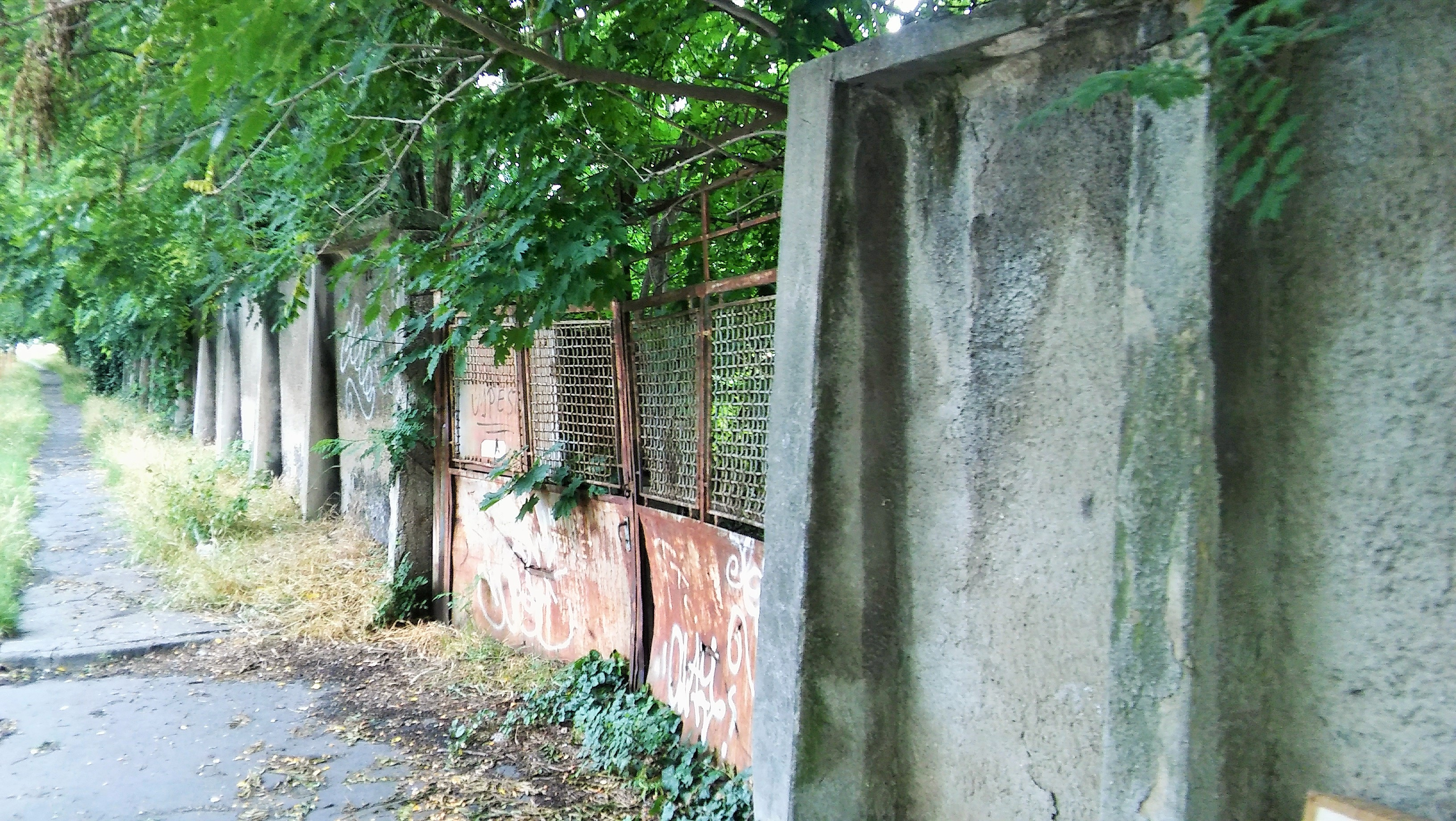
falrészletek
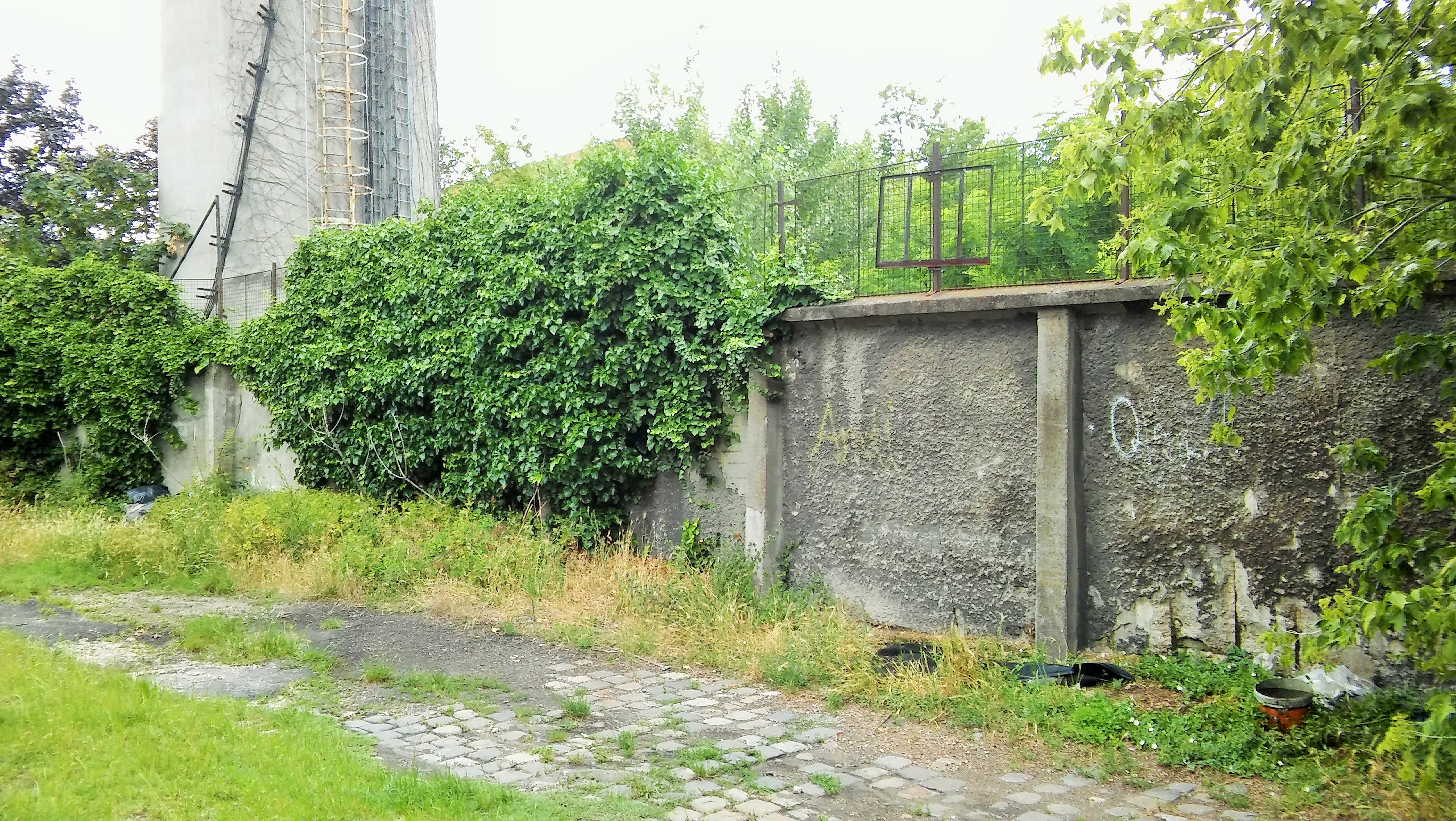
falrészletek
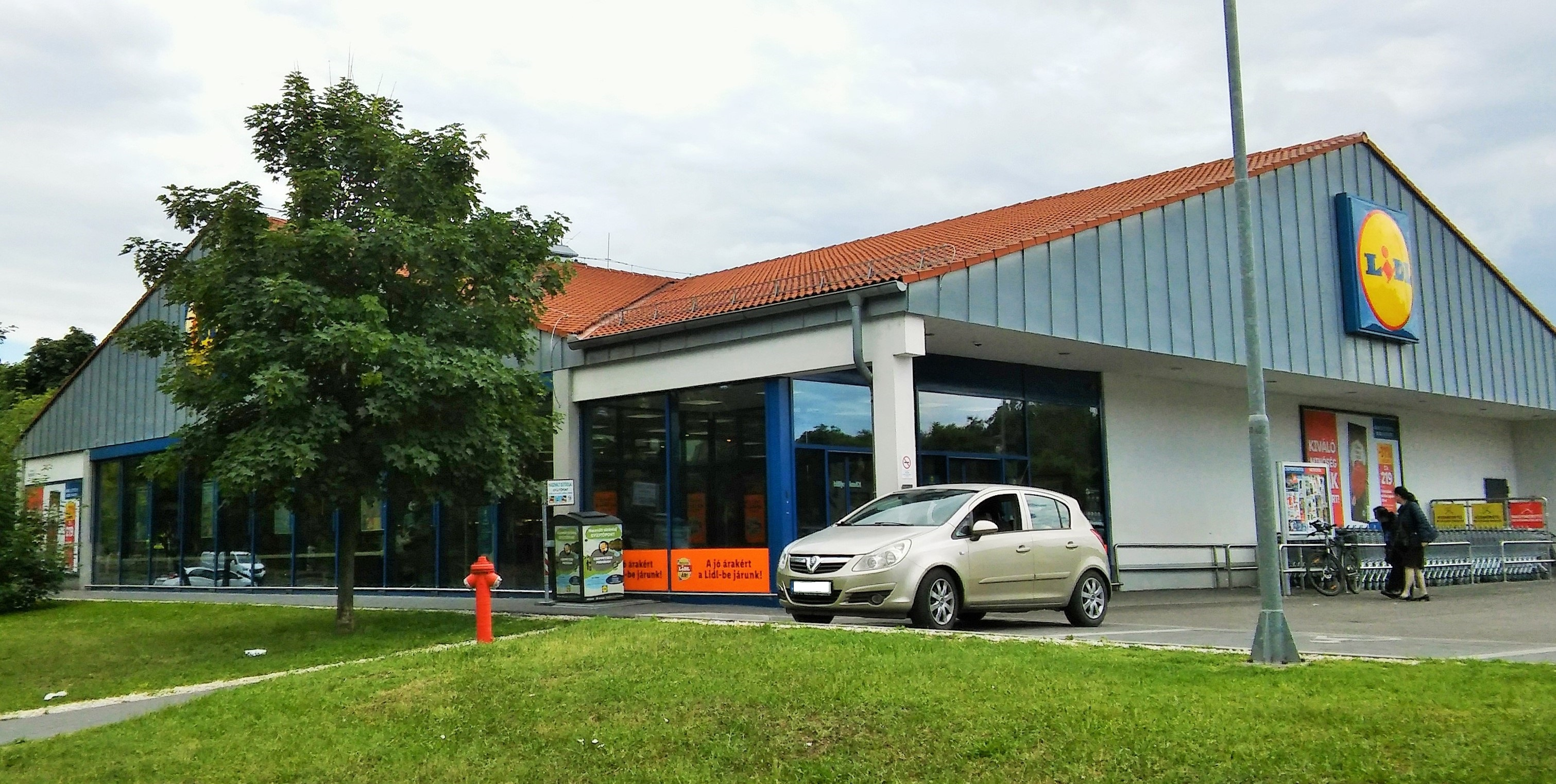
A gyár helyére épült Lidl üzlet